# Monguelfo-Tesido
Monguelfo-Tesido (Welsberg-Taisten in tedesco) è un comune italiano di 2 925 abitanti della provincia autonoma di Bolzano in Trentino-Alto Adige.
Si trova in Val Pusteria e la sua altimetria varia da 1042 a 2687 m s.l.m.
È servito da una stazione ferroviaria sulla linea Fortezza-San Candido.

## Geografia fisica

### Territorio
Tra il paese di Monguelfo e quello di Villabassa si trova lo svincolo per la valle di Braies, da cui si può raggiungere anche il lago di Braies.
Il comune si compone di due centri abitati: Monguelfo e Tesido. Tesido sorge su una altura sopra Monguelfo, all'entrata della valle di Casies. Tesido quindi confina a sud con Monguelfo; verso est confina invece con la frazione di Prati (Wiesen).

### Clima
| MONGUELFO-TESIDO             | Mesi | Mesi | Mesi | Mesi | Mesi | Mesi | Mesi  | Mesi  | Mesi | Mesi | Mesi | Mesi | Stagioni | Stagioni | Stagioni | Stagioni | Anno  |
| MONGUELFO-TESIDO             | Gen  | Feb  | Mar  | Apr  | Mag  | Giu  | Lug   | Ago   | Set  | Ott  | Nov  | Dic  | Inv      | Pri      | Est      | Aut      | Anno  |
| ---------------------------- | ---- | ---- | ---- | ---- | ---- | ---- | ----- | ----- | ---- | ---- | ---- | ---- | -------- | -------- | -------- | -------- | ----- |
| T. max. media (°C)           | −0,4 | 2,2  | 6,1  | 10,3 | 15,0 | 18,8 | 21,4  | 20,5  | 17,7 | 12,1 | 4,6  | −0,4 | 0,5      | 10,5     | 20,2     | 11,5     | 10,7  |
| T. min. media (°C)           | −8,7 | −7,3 | −3,8 | 0,0  | 3,9  | 7,3  | 9,2   | 8,8   | 6,1  | 1,9  | −3,3 | −7,8 | −7,9     | 0,0      | 8,4      | 1,6      | 0,5   |
| Giorni di gelo (Tmin ≤ 0 °C) | 30   | 26   | 25   | 15   | 4    | 1    | 0     | 0     | 2    | 10   | 23   | 29   | 85       | 44       | 1        | 35       | 165   |
| Precipitazioni (mm)          | 27,6 | 33,9 | 40,7 | 45,1 | 79,1 | 92,8 | 109,1 | 101,9 | 66,5 | 54,7 | 48,2 | 31,6 | 93,1     | 164,9    | 303,8    | 169,4    | 731,2 |
| Giorni di pioggia            | 4    | 4    | 6    | 7    | 11   | 12   | 12    | 12    | 8    | 6    | 6    | 5    | 13       | 24       | 36       | 20       | 93    |
| Umidità relativa media (%)   | 71   | 67   | 64   | 64   | 65   | 62   | 60    | 63    | 66   | 69   | 72   | 74   | 70,7     | 64,3     | 61,7     | 69       | 66,4  |

## Storia

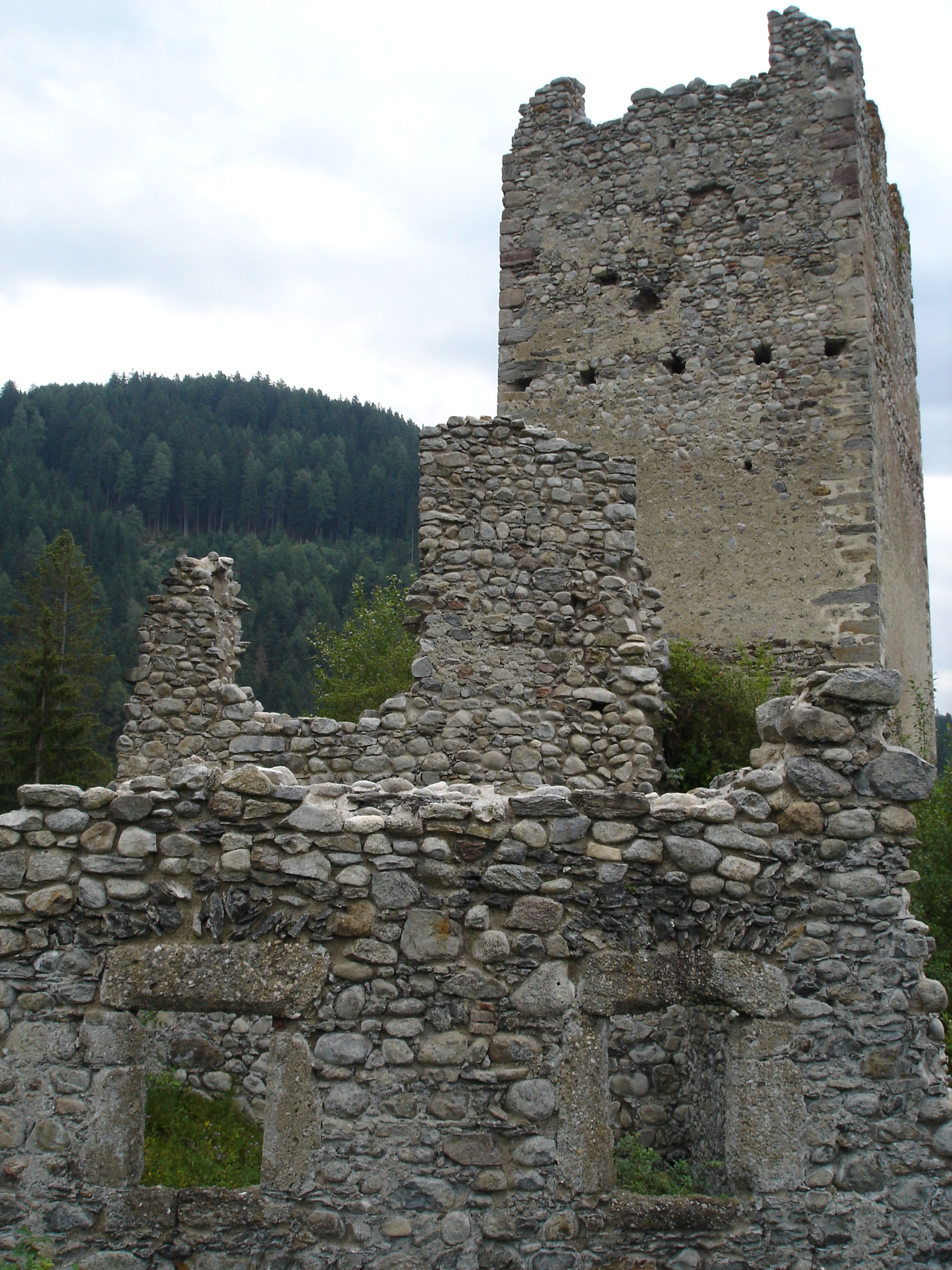
Resti del castel Thurn

### Origine
Il territorio su cui sorge Tesido, negli ultimi anni in rapida espansione, era abitato già in epoca anteriore all'avvento dei Romani, come hanno potuto dimostrare gli scavi archeologici eseguiti. Tuttavia il primo documento ufficiale giunto sino ai nostri giorni che riporta il nome Tesido risale al 769, anno in cui il duca bavarese Tassilo III (749-788), ultimo della dinastia degli Agilolfingi donò alcune terre al convento di Scharnitz presso Mittenwald; Tesido è in questo caso il nome del torrente che scorre attraverso il paesino (a rivo quae vocatur Tesido). Un altro documento, risalente all'861 parla di un uomo di nome Kegio che avrebbe ceduto una proprietà lungo il torrente Tesido in favore della chiesa di San Candido, paese poco distante.
Vista la buona posizione in cui è situato il paese, attorno al X e all'XI secolo, fu meta di numerose famiglie, che posero qui la loro stabile dimora. Ma, come per il vicino Monguelfo, il secolo più brillante per la storia medievale di Tesido fu il XII, quando cominciò la vera ascesa dei signori von Welsperg. Negli anni che seguirono, nel paese venne edificata l'attuale chiesa parrocchiale, dedicata ai santi Ingenuino e Albuino; la chiesetta di San Giorgio invece è, come accertano i documenti rimasti, di almeno duecento anni anteriore all'anno Mille.
I signori von Welsperg, vassalli dei conti di Gorizia, investiti dell'avvocazia per quel che riguarda i territori che vanno oggi da Monguelfo a Dobbiaco, iniziarono la costruzione del loro castello, Castel Welsperg, tra il 1126 e il 1140. Nel XII secolo, su una collina boschiva dirimpetto alla loro dimora, i Welsperg diedero inizio alla costruzione di un altro edificio difensivo, che dal Quattrocento è conosciuto come castel Thurn. Il castello sorge e sorgeva nel territorio di Tesido; ergendosi di fronte a Castel Welsperg, garantiva una pronta difesa sia per il villaggio di Tesido sia per un eventuale attacco alla dimora dei signori. Inizialmente Castel Thurn (oggi non rimangono che le rovine del castello) era composto solamente da un torrione che serviva unicamente come torre d'avvistamento. Ben presto fu ceduto alla famiglia Füllein, imparentata con i Welsperg, che lo riacquistarono nel 1359. Il castello venne distrutto da un incendio nel 1765 e non fu più ricostruito.

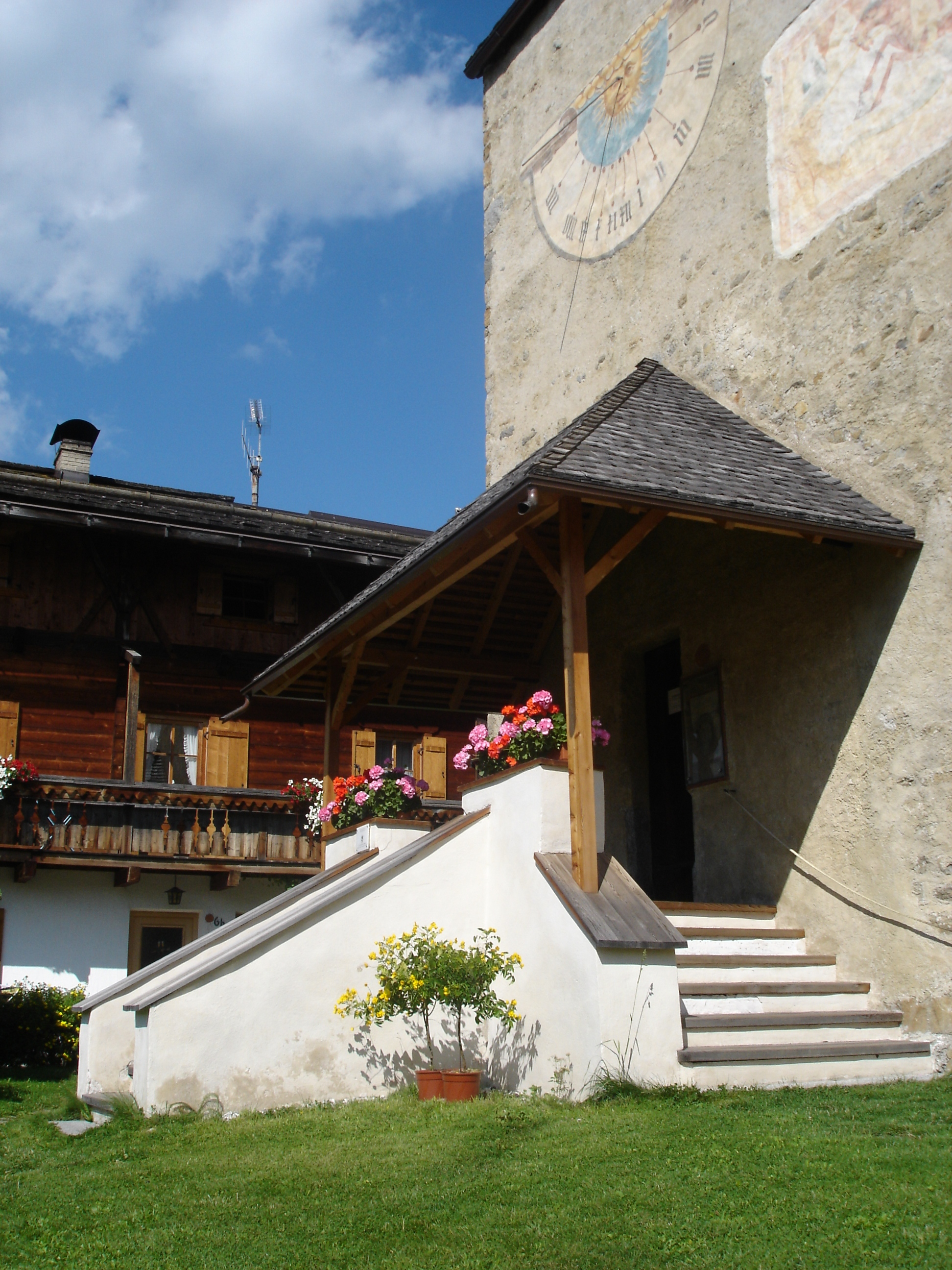
La chiesa di San Giorgio con affrescati una meridiana e una scena della lotta tra san Giorgio e il Drago.

La chiesa dei Santi Albuino e Ingenuino divenne per i signori e poi conti von Welsperg, il luogo dove tumulare i membri scomparsi della loro casata. Per questo fecero erigere accanto alla chiesa una cappella, dedicata a sant'Erasmo, dove sono seppelliti molti dei conti Welsperg.

### Dall'Ottocento
L'Ottocento fu per Tesido, come per tutto l'Alto Adige, un secolo di difficoltà. In seguito alla dichiarazione di guerra proclamata dall'Austria alla Francia di Napoleone, i Tirolesi si sollevarono contro il dominio dei Bavaresi, alleati dei francesi. Andreas Hofer, un oste di San Leonardo in Passiria, organizzò una rivolta che, nonostante alcuni successi militari e una strenua resistenza, non ebbe esito positivo. Il capo della resistenza tirolese fu catturato e fucilato a Mantova dai francesi.
Nel 1809 i confini cambiarono nuovamente. Con la pace di Schönbrunn alla Baviera toccò il Tirolo settentrionale fino a Merano e quello centrale fino a Chiusa; la Val Pusteria, da San Candido alle Province Illiriche, compreso Tesido, passò all'Austria; la Bassa Atesina con Bolzano e la maggior parte del territorio dolomitico furono incorporate nel Regno d'Italia di Napoleone: il termine "Alto Adige" fu coniato in questo periodo, per designare il nuovo dipartimento. Ettore Tolomei lo avrebbe ripreso per creare il toponimo italiano della regione.
La zona tornò all'Austria nel 1813 ed entrò a far parte della monarchia austro-ungarica.
Il territorio di Tesido rimase sotto il controllo dei conti von Welsperg sino all'estinzione della casata, avvenuta nel 1912 quando morì l'ultimo discendente, il conte Heinrich zu Welsperg Raitenau und Primör. Passò in seguito sotto la giurisdizione del vescovo di Bressanone sino alla caduta dell'Impero austriaco.
Con il termine della prima guerra mondiale, tutto il Sud Tirolo passò all'Italia e con questa annessione, grazie alla legge N. 1322 del 1920, venne anche ufficializzato il nome Monguelfo appartenente alla Venezia Tridentina. Nel 1923 la Venezia Tridentina cambiò nome e divenne provincia di Trento e poi nel 1927 a passò a quella di Bolzano. Nel 1929 il comune di Tesido terminò di esistere passando a quello di Monguelfo e solo nel 2003 vi fu la rinominazione del comune in "Monguelfo-Tesido".
Allo scoppiare della seconda guerra mondiale numerosi abitanti di Tesido combatterono nella Wehrmacht.
Oggi le due guerre e i loro caduti sono ricordati da un monumento ai caduti che si trova presso la chiesa parrocchiale e che fu inaugurato nel 1950.
Durante gli anni del terrorismo in Alto Adige (Ein Tirol), precisamente nel 1975, vi furono alcune finestre della caserma dei carabinieri prese a bersaglio. Da questi episodi si decise di utilizzare per le finestre verso la collina lastre d'acciaio con piccole feritoie.

### Toponimi
- Monguelfo-Welsberg: il toponimo è attestato come Welfesperch nel 1169-1172[9] e Waeltsperch e Welischperg nel 1375 e deriva dal nome del castello della famiglia Welsperg, cioè "monte dei Guelfi", da cui il nome italiano.[10][11] Il paese venne chiamato fino alla fine del Settecento spesso anche col nome di Zell, Zelle o Zellburg (per esempio nel 1321 e nel 1590), da ricondurre a una "cella" della Collegiata di San Candido.[12]
- Tesido-Taisten: il toponimo è attestato come Thesitin nel 981-984 e come Teisten nel 1155 ed è da ricondurre al nome di persona celtico di *Decetos.[12]
- Novale-Ried è attestato come Ried nel 1299 e nel 1404 e deriva dal medio alto tedesco "riet" (terreno dissodato).[13]
- Prati-Wiesen è attestato come Wisen nel 1328 e nel 1332 e significa "prato".[14]
- Riva di Sotto-Unterrain è attestato come Underrain nel 1455 e come Unterrain nel 1635 e significa "costa inferiore".[15]

### Simboli
Lo stemma è inquartato di argento e nero. È lo stemma dei Conti di Welsberg, che hanno dato il nome al paese, e il cui castello si trova nel territorio comunale. Lo stemma è stato riconosciuto con decreto del capo del governo del 9 aprile 1934.

## Monumenti e luoghi d'interesse

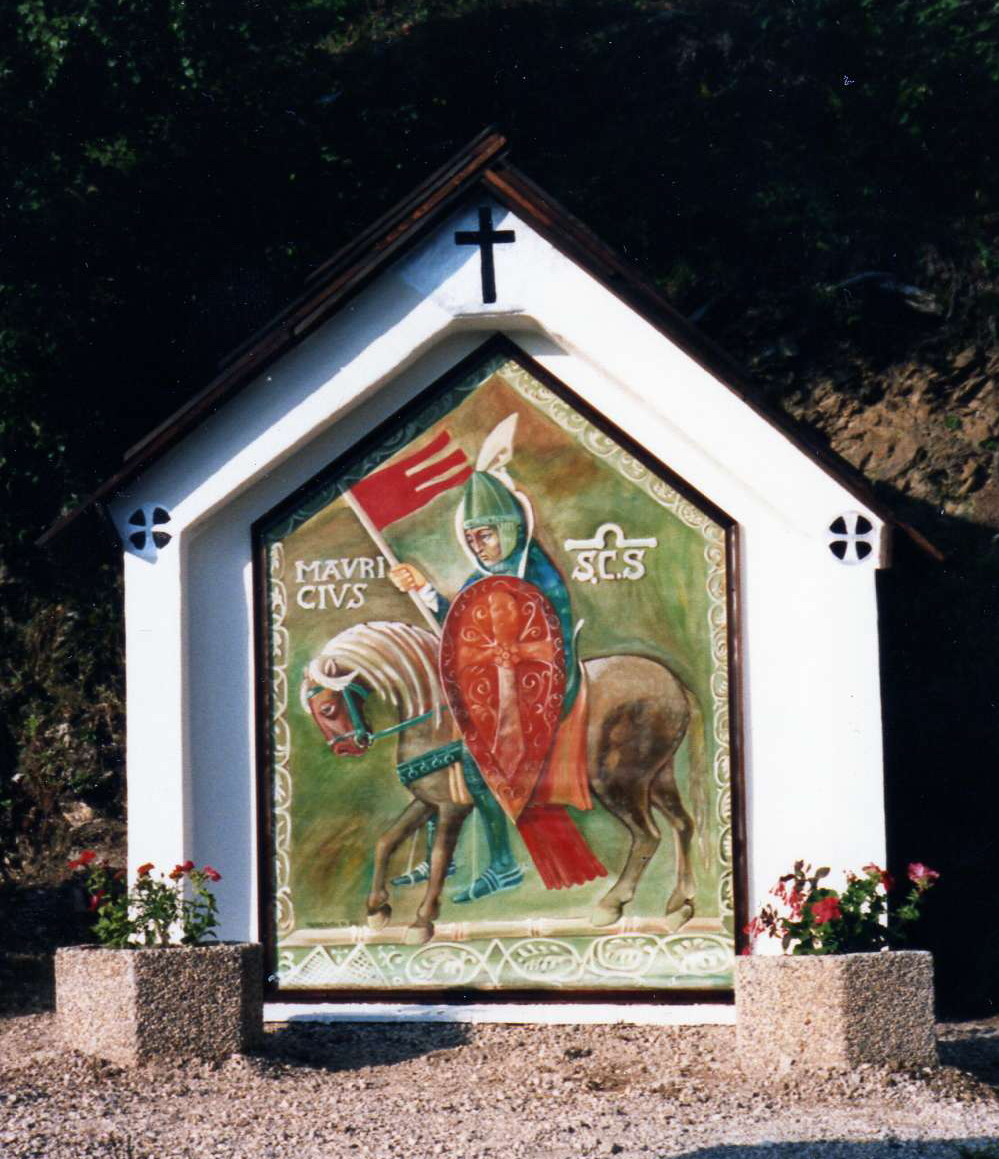
Icona di san Maurizio sulla strada romana presso Monguelfo.

### Architetture religiose
- Chiesa di Santa Margherita
- Chiesa dei Santi Ingenuino e Albuino
- Chiesa di San Giorgio
- Capitello votivo a Tesido

### Architetture militari
- Sopra al paese di Monguelfo, entrando nella valle di Casies, si trovano il castel Welsperg e il castel Thurn.

#### Caserma Cesare Battisti
A Monguelfo si trovava la caserma "Cesare Battisti" che ha ospitato nell'immediato dopoguerra alcuni reparti della divisione "Folgore" e successivamente della "Friuli". Nel febbraio 1991, ha finito la sua funzione di ospitare il battaglione Alpini "Trento" della brigata alpina Tridentina, prima che questo fosse trasferito alla caserma "Enrico Federico" di Brunico. Dopo la sua dismissione del battaglione, nell'aprile 1991, gli edifici della caserma furono inizialmente utilizzati per ospitare temporaneamente circa duecento cittadini albanesi, durante la crisi in Jugoslavia. L'intero stabile fu ceduto dallo Stato alla Provincia nel 1999, la quale mise a disposizione i fondi necessari perché il comune riuscisse ad abbattere completamente tutti e ventuno gli edifici della caserma (sede del comando, caserma, mensa, magazzini, stalle, garage, ecc.), un'area con una superficie di circa 20.000 m², e con un volume fuori terra di 62.000 m³. Gli unici sopravvissuti a questa demolizione sono la cappelletta e gli alberi.

## Società

### Ripartizione linguistica
La popolazione è in larga parte di madrelingua tedesca:
| %      | Ripartizione linguistica (gruppi principali) |
| ------ | -------------------------------------------- |
| 91,33% | madrelingua tedesca                          |
| 8,41%  | madrelingua italiana                         |
| 0,27%  | madrelingua ladina                           |

### Evoluzione demografica
Abitanti censiti

### Etnie e minoranze straniere
Gli stranieri residenti nel comune al 31 dicembre 2015 sono 173. Di seguito sono riportati i gruppi più consistenti:
1. Kosovo: 33
2. Albania: 32
3. Turchia: 25

## Economia

### Artigianato
Per quanto riguarda l'artigianato, importante e rinomata è la produzione di giocattoli e di giochi, tra i quali gli scacchi.

## Amministrazione
| Periodo  | Periodo | Primo cittadino              | Partito | Carica  | Note |
| -------- | ------- | ---------------------------- | ------- | ------- | ---- |
| nel 1980 |         | Arthur Feichter              |         | Sindaco |      |
| 2005     | 2010    | Friedrich Mittermair         | SVP     | Sindaco |      |
| 2010     | 2020    | Albin Ingenuin Schwingshackl | SVP     | Sindaco |      |
| 2020     |         | Dominik Oberstaller          | SVP     | Sindaco |      |